# Мировая теннисная лига
Мировая теннисная лига (англ. World Tennis League, WTL) — выставочный смешанный командный теннисный турнир, не аффилированный с ATP и WTA.
Проводится ежегодно в Объединённых Арабских Эмиратах.

## Формат
Игроки разделены на 4 команды (Соколы, Орлы, Коршуны, Ястребы). 
В 2022 году на групповом этапе каждая команда проводила встречи с конкурентами, состоявшие из трёх игр: в миксте, в женском и мужском одиночном разряде.
В 2023 году каждая встреча между теннисистами состояла из 1 сета, а также были добавлены мужские и женские пары. Также правила встреч могли немного меняться в зависимости от доступности игроков и счёта с целью в том числе повышения зрелищности турнира.
Две лучшие команды из группы выходят в финал, где в очной встрече разыгрывают чемпионство.

## Финалы турнира
| Год  | Чемпион                                                                    | Финалист                                                                           | Счёт  |
| ---- | -------------------------------------------------------------------------- | ---------------------------------------------------------------------------------- | ----- |
| 2022 | Ястребы Александр Зверев Елена Рыбакина Доминик Тим Анастасия Павлюченкова | Коршуны Феликс Оже-Альяссим Ига Свёнтек Хольгер Руне Саня Мирза                    | 32-25 |
| 2023 | Орлы Даниил Медведев Андрей Рублёв София Кенин Мирра Андреева              | Коршуны Стефанос Циципас Григор Димитров Арина Соболенко Паула Бадоса Ллойд Харрис | 29-26 |
| 2024 | Соколы Андрей Рублёв Денис Шаповалов Елена Рыбакина Каролин Гарсия         | Ястребы Арина Соболенко Мирра Андреева Джордан Томпсон Сумит Нагал                 | 20-16 |